# Рабел
Рабел (њем. Rabel) општина је у њемачкој савезној држави Шлезвиг-Холштајн. Једно је од 134 општинска средишта округа Шлезвиг-Фленсбург. Према процјени из 2010. у општини је живјело 660 становника. Посједује регионалну шифру (AGS) 1059154.

## Географски и демографски подаци
Рабел се налази у савезној држави Шлезвиг-Холштајн у округу Шлезвиг-Фленсбург. Општина се налази на надморској висини од 12 метара. Површина општине износи 8,8 km². У самом мјесту је, према процјени из 2010. године, живјело 660 становника. Просјечна густина становништва износи 75 становника/km².

## Међународна сарадња
| Мјесто | Држава | Врста сарадње | Од    |
| ------ | ------ | ------------- | ----- |
|        | Пољска | партнерство   | 1991. |
| Фаборг | Данска | партнерство   | 1984. |
| Извор  |        |               |       |